# Itame denticulodes
Itame denticulodes là một loài bướm đêm trong họ Geometridae.